# Córrego Caeté
O córrego Caeté é um curso de água do estado de Minas Gerais. É um afluente da margem esquerda do Ribeirão Sabará e, portanto, um subafluente do Rio das Velhas. É um dos rios que compõem a bacia hidrográfica do rio São Francisco.
Sua nascente localiza-se no município de Caeté, a uma altitude de 1300 metros na serra do Espinhaço, próximo ao limite com os municípios de Barão de Cocais e Santa Bárbara.. Em seu percurso, o córrego banha a cidade de Caeté. Sua foz no ribeirão Sabará localiza-se no limite dos municípios de Caeté e Sabará.